# Arenaria forrestii
Arenaria forrestii är en nejlikväxtart som beskrevs av Friedrich Ludwig Diels. Arenaria forrestii ingår i släktet narvar, och familjen nejlikväxter. Inga underarter finns listade i Catalogue of Life.